# Николетти, Манфреди
Манфреди Николетти (итал. Manfredi Nicoletti; 16 июня 1930, Риети — 29 октября 2017, Рим) — итальянский архитектор. Иностранный член РААСН.

## Биография
Родившийся в Риети, свой творческий путь Николетти начал в студии Джакомо Баллы. Он обучался в Риме у Пьера Луиджи Нерви и в 1954 году получил специальность архитектора. В 1955 году он получил степень магистра в Массачусетском технологическом институте. В это время он был студентом у Бакминстера Фуллера, Пьетро Беллуски, Ээро Сааринена и Луиса Кана. Он работал в студии Вальтера Гропиуса и был помощником у Зигфрида Гидеона в Гарвардском университете. До 1957 года он сотрудничал со студией Минору Ямасаки.

## Главные проекты
- Социальное жильё, Риети (1965)
- Искусственный полуостров в Фонвьей, Монако (1968)
- Геликоидальный небоскрёб, Нью-Йорк (1968)
- Аэропорт Реджо-ди-Калабрия (1974)
- Набережная Реджо-ди-Калабрия (1976)
- Социальное жильё, Джела (1976)
- План города, Джела (1978)
- Аэропорты Трапани, Лампедузы и Пантеллерии (1978)
- Здание аэропорта и диспетчерская вышка в Катании (1978)
- Дом Монкады, Багерия (1987)
- Университетский кампус, Удине (1990)
- Главная больница, Агридженто (1991)
- План города, Риети (1992)
- Исследовательские теплицы, Катанийский университет (2000)
- Зоологический музей, Катания (2000)
- Дворец спорта, Палермо (2001)
- Конференц-центр парламента Италии, Рим (2002)
- Штаб-квартира полиции, Риети (2002)
- Миллениум-парк, Абуджа, Нигерия (2003)
- Новое здание суда, Лечче (2004)
- Сквер Унита д’Италия, Риети (2004)
- Новое здание суда, Ареццо (2008)
- Центральный концертный зал «Казахстан», Астана, Казахстан (2009)
- Миллениум-тауэр, Абуджа, Нигерия (завершено в 2014)
- Павильон в Петалинг-Джая, Петалинг-Джая, Малайзия (2010)